# Емельянов, Константин Владиленович
Константи́н Владиле́нович Емелья́нов (род. 28 марта 1970, Владивосток, СССР) — советский и российский футболист, защитник; тренер.

## Карьера

### Клубная
Воспитанник владивостокского футбола. Начинал карьеру в 1987 году в местном «Луче». В 1989 году защищал цвета хабаровского СКА, после чего вернулся обратно. За «Луч» в Первой лиге провёл 136 матчей, что является рекордом клуба. В 1996 году подписал контракт с «Иртышом». В 1999 году перешёл в «Газовик-Газпром». Летом 2001 года вернулся в «Иртыш», где через год завершил карьеру.
В Высшей лиге провёл 29 матчей, забил 1 мяч.

### Тренерская
С 2005 года — в тренерском штабе «Луча-Энергии». В 2007—2009 годах тренировал дубль. В мае 2009 года за неудовлетворительные результаты (после 10-го тура в первом дивизионе «Луч-Энергия» шёл на последнем месте) был отправлен в отставку главный тренер Беньяминас Зелькявичюс. Емельянов был назначен на пост и. о. главного тренера. 22 мая в первом матче под его руководством была обыграна «Балтика» (2:0). С июня — тренер команды. В мае 2012 года назначен на пост главного тренера команды. В 2013 году под его руководством «Луч-Энергия» вернулся в первенство ФНЛ. С июня — вновь тренер команды. С 2014 года возглавлял молодёжную команду «Луча-Энергии». С декабря 2016 года вновь являлся главным тренером клуба. В межсезонье-2017 команду возглавил Вальдас Иванаускас, однако после его внезапного ухода Емельянов вновь возглавил «Луч-Энергию». С сентября 2017 года — помощник главного тренера клуба «Оренбург». В декабре 2019 года назначен главным тренером команды, работал до конца сезона. В апреле 2021 года вошел в тренерский штаб карагандинского «Шахтёра». Через год, после ухода главного тренера Магомеда Адиева в сборную Казахстана, стал исполняющим обязанности главного тренера клуба. В 2023—2024 годах входил в тренерский штаб владивостокского «Динамо», после чего вернулся в Караганду. В сентябре—ноябре 2024 года вновь исполнял обязанности главного тренера клуба. В марте 2025 года назначен на пост главного тренера КДВ. С августа того же года — главный тренер «Анри».

## Достижения
- Победитель зоны «Восток» Первой лиги: 1992